# 张余
张余（？—995年），北宋初年四川农民起义领袖，大蜀王李顺的部将。

## 生平
994年五月，成都失陷后，李顺于城破时被杀害（一说李顺撤出成都，辗转到广州，三十年后，在广州遇害）。张余率领一万余战士，沿长江东下，连克嘉（今四川乐山）、戎（今四川宜宾东）、泸（今四川泸州）、渝（今重庆）、涪（今四川涪陵）、忠（今重庆忠县）、万（今重庆万州）、开（今重庆开县）八州和云安军（今四川云阳），队伍扩至十余万人。乘胜攻夔州（今重庆奉节白帝城），并派兵攻施州（今湖北恩施）。宋朝政府增派精兵入夔门。五月下旬，张余起义军在夔州西津口迎击官军，腹背受敌，失利，两万多战士战死，舟船损失千余艘。张余率军西退。十二月，大蜀政权嘉州知州王文操降宋。嘉州失陷，张余被捕，至道元年（995年）二月在嘉州被杀。